# Casa văduvei Kunz
Casa văduvei Kunz, cunoscută și sub numele de Casa doamnei Josef Kunz, sau Casa Artiștilor este un imobil istoric situat pe Bulevardul 3 August 1919, nr. 13, în cartierul Fabric din Timișoara.
Face parte din Situl urban „Fabric” (II), monument istoric cod LMI TM-II-s-B-06097.

## Istorie
Clădirea a fost construită în urma ridicării interdicției de construire pe terenul esplanadei Cetății în 1868, fiind una dintre primele construcții apărute în zonă, fiind construită de antreprenorului Josef Kunz, fondatorul fabricii de cărămizi Josef Kunz & Comp.
La începutul secolului al XX-lea, casa aparținea lui Roza Kunz, văduva lui Josef Kunz. 
Conform surselor documentare din începutul secolului al XX-lea, se indică faptul că și următorul imobil, situat la numărul 15 de pe Bulevardul 3 August 1919, și având două etaje, ar fi aparținut tot Rozei Kunz. 
Denumirea de Casa Artiștilor, provine de la faptul că aceasta a servit ca atelier pentru artiști celebri precum Romul Ladea, Ferdinand Gallas sau Aurel Breilean.
Clădirea a continuat să fie un centru cultural important și după Al Doilea Război Mondial, când ar fi găzduit școala de dans a Ecaterinei Kato Fleischmann, profesoară la Liceul de Arte Plastice, coregrafă și colecționară de artă.

## Descriere
Clădirea, având doua niveluri, este un exemplu de arhitectură realizată în eclectic istoricist, având elemente clasiciste. Această abordare arhitecturală a fost populară în secolul al XIX-lea și începutul secolului al XX-lea.